# Mamadou Cissokho
Mamadou Cissokho (né en 1946) est une figure emblématique du mouvement paysan africain. Militant et éducateur associatif agricole sénégalais, il a été notamment président du Conseil national de concertation et de coopération des ruraux (CNCR).

## Biographie
En 1974, Mamadou Cissokho, jeune instituteur, devient paysan au sein d’une exploitation familiale qu’il crée à Bamba Thialène (Sénégal) et se met au service du milieu rural auquel il a décidé d’appartenir.
Il contribue à la création et à l’animation de diverses associations dont la Fédération des organisations non gouvernementales du Sénégal (FONGS) en 1976, et le Conseil national de concertation et de coopération des ruraux (CNCR) en 1993.
Il est par la suite l’un des initiateurs du Réseau des organisations paysannes de l'Afrique de l'Ouest (ROPPA), fondé en 2000. Il est l’un des facilitateurs de la création de la PAFFO (Forum pan africain d’agriculteurs) créée en octobre 2010, au Malawi.
Mamadou Cissokho est le président d'honneur du ROPPA et du CNCR.

## Historique
(juin 2013).

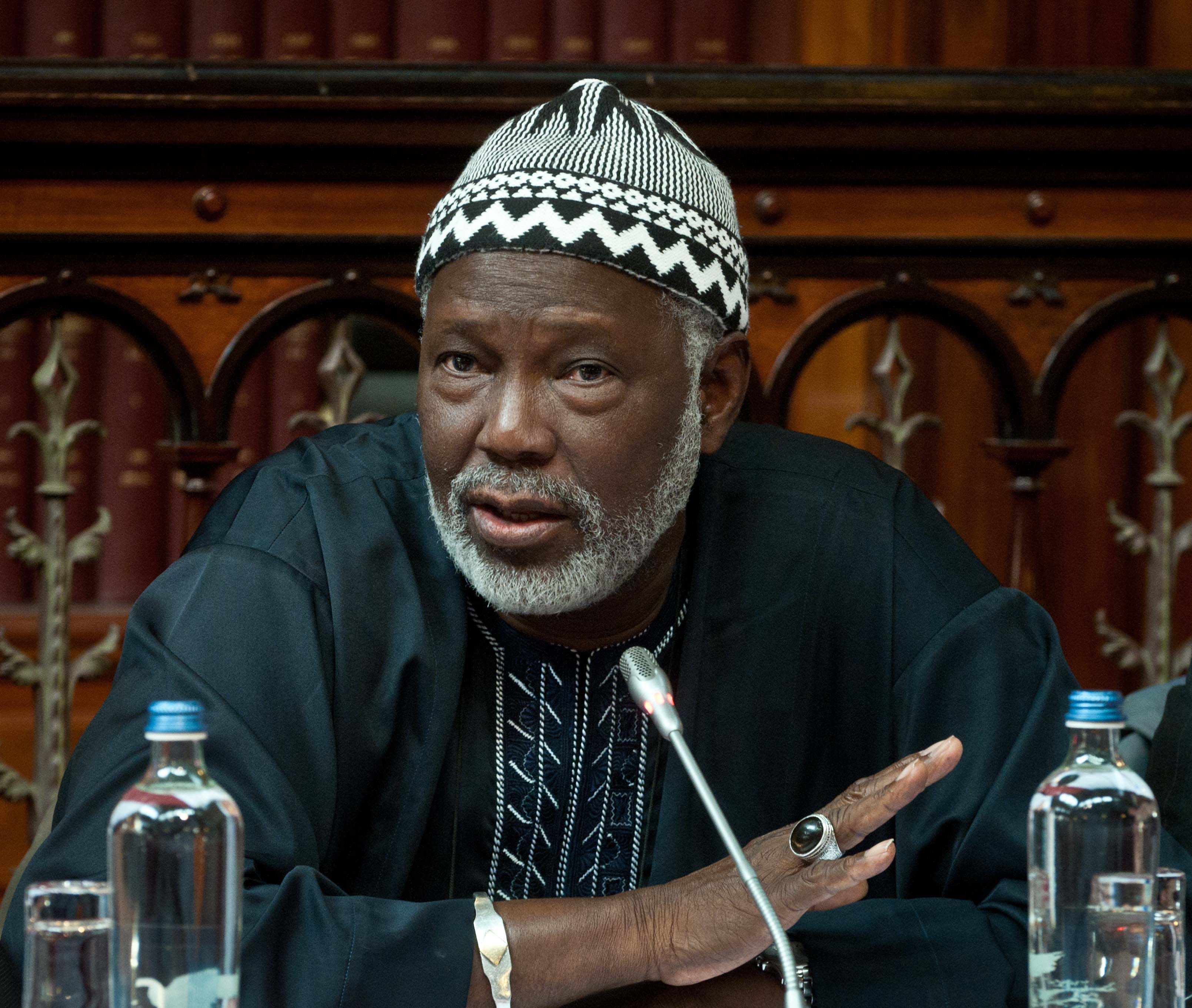
Mamadou Cissokho en 2011

- Mamadou Cissokho en 20111975-1977 : Animateur à Bamba Thialène (Construction du Comité de Développement)
- 1977-1984 : Animateur dans le processus de construction de l’Entente des Groupements Associés du Sénégal
- 1984-1990 : Coordonnateur Six "S" (Sénégal, Gambie, Guinée-Bissau, Mauritanie)[4]
- 1985-1990 : Responsable de la Formation de la Fédération des ONG du Sénégal
- 1986 : Cofondateur de Innovation et Réseaux pour le Développement (IRED) – Afrique de l’Ouest et Administrateur de l’IRED Internationale
- 1986 : Contribution à la construction de Carrefour Échanges et Promotion Économique des Produits Ruraux des Organisations Paysannes et Producteurs Agricoles de Guinée Bissau – Gambie – Sénégal – Mali – Sénégal
- 1986–1997 : Participation active aux négociations avec la Banque Mondiale dans le cadre de la mise en place du Programme des Services Agricoles et Appui aux Organisations de Producteurs (PSAOP)[5]
- 1987 : Contribution à la construction de l’Inter Entente des Groupements Associés (Conseiller de l’Union des GIE des Ententes du Sénégal)
- 1990-1995 : Président de la Fédération des ONG du Sénégal (FONGS)
- 1993 : Participation à la construction du Comité National de Concertation des Ruraux du Sénégal (CNCR) dont il devient le coordinateur
- 1994 : Coanimateur de la Participation des Paysans à la Conférence de Praia
- 1994-1996 : Responsable de l’animation de la Participation du CNCR dans les négociations du PASA (Sénégal)
- 1995 : Construction de la Plateforme des Paysans Sahéliens (Espace CILSS)
- 1996 : Animation de la Participation du CNCR aux négociations du PSAOP
- 1996 : Coanimateur de la Construction PRAAA et Administrateur Fédération des ONG du Sénégal à la Caisse Nationale de Crédit Agricole du Sénégal (CNCAS)
- 1997 : Animation de la Tripartite État du Sénégal – Conseil National de Concertation et de Coopération des Ruraux (CNCR) – Association des Présidents de Conseil Rural (APCR), Partenaires au Développement sur la Mise en Œuvre du Programme Agricole pour la Sécurité Alimentaire (PASA)
- 1998 : Membre du Comité de Pilotage du Programme des Services Agricoles et Organisations de Producteurs (PSAOP); Construction de l’Association Sénégalaise pour la Promotion et le Développement à la Base (ASPRODEB) et Président de l’ASPRODEB
- 1998–2000 : Animation de la Construction du ROPPA
- 1998–2001 : Président du CNCR ; Membre du Comité Économique et Social UE / ACP
- 2000 : Création du ROPPA et Président d’Honneur de l'organisation depuis lors
- 2000–2001 : Animation de la Participation du ROPPA à l’Élaboration et Validation de la Politique
- 2001 : Prix René Dumont du Développement Durable Agricole de l’UEMOA
- 2004 : Membre du Comité de Pilotage du Processus d’Élaboration et de Validation de l’ECOWAP
- 2004–2009 : Animation de l’Implication des Membres du ROPPA dans le Processus ECOWAP et les Négociations Accords de Partenariat Économique (APE) et Animation de la Construction d’Alliances entre les Réseaux Paysans et Producteurs d’Afrique dans le Programme Détaillé de Développement de l’Agriculture en Afrique (PDDAA)  et les Négociations APE
- 2006 : Animation de la Construction du Forum Paysan dans le Processus des Rencontres Statutaires du FIDA
- 2007 : Membre du Comité Consultatif auprès du Directeur Général de la FAO pour la Réalisation de la Sécurité Alimentaire dans le cadre des Objectifs du Millénaire pour le Développement (ODM)
- 2008 – 2009 : Facilitateur du Processus de Construction de la Plateforme Continentale des Réseaux d’Organisations Paysannes d’Afrique
- 2009 : Membre du Comité Consultatif du Programme de Développement Économique Local
- 2009-2011 : Président du Comité de la Société Civile dans le Processus de Construction du Programme Communautaire de Développement de la CEDEAO
- 2010–2011 : Membre de la Société Civile au sein du Comité de la Sécurité Alimentaire Mondial
- 2013 : Lors de la deuxième édition des Alouwas de l'éducation, le 21 juin 2013, Mamadou Cissokho reçoit des mains de Cheikh Tidiane Gadio, ex ministre, une Haute Distinction pour son apport à l’éducation en agriculturehttp://www.fongs.sn/spip.php?article90.

## Publications
- Dieu n'est pas un paysan, Présence africaine, 2009  (ISBN 978-2708707979), note de lecture par François de Ravignan, Mission des agrobiosciences, [lire en ligne]

## Distinctions
- Prix Louis Malassis 2010 pour Dieu n'est pas un paysan[6].